# Givors
Givors är en kommun i departementet Rhône i regionen Auvergne-Rhône-Alpes i östra Frankrike. Kommunen ligger i kantonen Givors som tillhör arrondissementet Lyon. År 2022 hade Givors 20 943 invånare.

## Befolkningsutveckling
Antalet invånare i kommunen Givors
| Referens: INSEE |